# Zmarli w styczniu 2019

## Styczeń 2019
- 31 stycznia
  - Walentina Bieriezucka – rosyjska aktorka[1]
  - Harold Bradley – amerykański gitarzysta country i pop[2]
  - Mauro Ferraccioli – włoski żużlowiec[3]
  - Adam Horoszczak – polski krytyk filmowy[4]
  - Kálmán Ihász – węgierski piłkarz[5]
  - Pablo Larios – meksykański piłkarz[6]
  - Andrzej Poppe – polski historyk, bizantynolog, prof. dr hab.[7]
  - Nancy B. Reich – amerykańska muzykolog[8]
  - Georges Sarre – francuski polityk[9]
  - Stefan Skałka – polski zawodnik i trener bokserski[10]
  - Andrzej Więckowski – polski elektrochemik[11]
- 30 stycznia
  - Stewart Adams – brytyjski chemik, farmakolog[12]
  - Michał Bidas – polski polityk[13]
  - Ryszard Czaczka – polski działacz podziemia niepodległościowego w czasie II wojny światowej, kawaler orderów[14]
  - Zofia Janukowicz-Pobłocka – polska śpiewaczka operowa[15]
  - Igor Kan – rosyjski aktor[16]
  - Jadwiga Marko-Książek – polska siatkarka, dwukrotna brązowa medalistka olimpijska[17]
  - Dick Miller – amerykański aktor[18]
  - Saphira Indah – indonezyjska aktorka[19]
  - Bogna Skoczylas – polska alpinistka i taterniczka[20]
  - Donald S. Smith – amerykański działacz antyaborcyjny, scenarzysta i producent dokumentu Niemy krzyk[21]
- 29 stycznia
  - Jane Aamund – duńska pisarka i dziennikarka[22]
  - Jean-Pierre Boccardo – francuski lekkoatleta, sprinter[23][24]
  - George Fernandes – indyjski polityk, minister obrony[25]
  - Andy Hebenton – kanadyjski hokeista[26]
  - James Ingram – amerykański muzyk R&B, laureat nagrody Grammy[27][28]
  - Milorad Konjević – serbski waterpolista[29]
  - Gilberto Marmorosch – brazylijski aktor[30]
  - Mohammad Nabi Habibi – irański polityk[31]
  - Egisto Pandolfini – włoski piłkarz[32]
  - Franciszek Przychodzki – polski działacz społeczny i samorządowy, pułkownik LWP, kawaler orderów[33]
  - Martha Ross – brytyjska aktorka[34]
  - Bolesław Rzewiński – polski żużlowiec[35]
  - Małgorzata Sętowska – polska plastyczka i pisarka[36]
  - Stanisław Soldenhoff – polski filozof i etyk, wykładowca akademicki[37]
  - Sanford Sylvan – amerykański śpiewak operowy[38]
- 28 stycznia
  - Humberto Ak'ab'al – gwatemalski poeta[39]
  - Janusz Gęsicki – polski pedagog, profesor i dziekan Wydziału Nauk Pedagogicznych Akademii Pedagogiki Specjalnej im. M. Grzegorzewskiej w Warszawie[40]
  - Susan Hiller – amerykańska artystka[41]
  - Kamila Janowicz-Sycz – polska uczestniczka II wojny światowej, dama orderów[42][43]
  - Edmund Konkolewski – polski działacz harcerski, uczestnik II wojny światowej, Honorowy Obywatel gminy Karsin[44]
  - Jurrie Koolhof – holenderski piłkarz, reprezentant kraju[45]
  - Mourad Medelci – algierski polityk, minister spraw zagranicznych (2007–2013)[46]
  - Isztwan Sekecz – ukraiński piłkarz, trener[47]
  - Pepe Smith – filipiński muzyk rockowy[48]
  - Marek Szymczak – polski wynalazca[49][50]
  - Arthur Turner – angielski piłkarz[51]
  - Paul Whaley – amerykański perkusista, członek zespołu Blue Cheer[52]
- 27 stycznia
  - Nina Fiodorowa – rosyjska biegaczka narciarska reprezentująca Związek Radziecki, trzykrotna medalistka olimpijska oraz trzykrotna medalistka mistrzostw świata[53]
  - Maria Góral – polska aktorka[54][55]
  - Józef Górdziałek – polski dziennikarz i publicysta[56]
  - Mike Harrison – angielski piłkarz[57]
  - Emmanuel Hocquard – francuski poeta[58]
  - Iwan Hrincow – ukraiński polityk[59]
  - Elżbieta Kazibut-Twórz – polska dziennikarka[60][61]
  - Peter Magowan – amerykański przedsiębiorca[62]
  - Zbigniew Pawłowski – polski specjalista chorób pasożytniczych i tropikalnych, prof. dr hab.[63][64]
  - Ewa Rogowska-Cybulska – polska językoznawczyni, prof. dr hab.[65][66]
  - Antoni Zambrowski – polski dziennikarz, publicysta, społecznik, działacz opozycji politycznej w PRL[67]
- 26 stycznia
  - Patrick Bricard – francuski aktor[68]
  - Eric Duyckaerts – belgijski artysta[69]
  - Leon Etwert – polski działacz podziemia niepodległościowego w czasie II wojny światowej oraz powojenny działacz kombatancki[70]
  - Jean Guillou – francuski pianista, organista, kompozytor[71]
  - Henrik Jørgensen – duński lekkoatleta, maratończyk[72]
  - Michel Legrand – francuski dyrygent, kompozytor muzyki filmowej[73]
  - Wilma Lipp – austriacka śpiewaczka operowa[74]
  - Nikola Mitić – serbski śpiewak operowy[75]
  - Luděk Munzar – czeski aktor[76]
  - Mulamba Mutumbula Ndaye – kongijski piłkarz[77]
  - Eliza Piechowska – polska aktorka teatrów lalkowych[78][79]
  - Jadwiga Pietkiewicz – polska działaczka społeczna na Litwie, dama orderów[80][81]
  - Bronisław Wiatr – polski urzędnik, fotograf, działacz opozycji politycznej w PRL[82]
  - Giuseppe Zamberletti – włoski polityk[83]
- 25 stycznia
  - Fatima Ali – amerykańska szefowa kuchni pochodzenia pakistańskiego, osobowość medialna[84]
  - Jacques Berthelet – kanadyjski duchowny katolicki, biskup[85]
  - Wanda Broszkowska-Piklikiewicz – polska działacz podziemia niepodległościowego w czasie II wojny światowej oraz powojenna działaczka kombatancka[86]
  - Bruce Corbitt – amerykański wokalista, członek zespołu Rigor Mortis[87]
  - Witold Dobrowolski – polski archeolog, historyk sztuki i etruskolog[88]
  - Erik Dwi Ermawansyah – indonezyjski piłkarz[89]
  - Eugeniusz Iwaniec – polski historyk, dr hab.[90][91]
  - Anthony de Jasay – węgierski ekonomista, filozof polityczny[92]
  - Marian Kufel – polski uczestnik II wojny światowej, kawaler orderów[93]
  - Dušan Makavejev – serbski reżyser filmowy[94][95]
  - Paweł Małek – polski strzelec sportowy, olimpijczyk (1968)[96]
  - Vigilio Mario Olmi – włoski duchowny katolicki, biskup[97]
  - Renzo Pigni – włoski polityk[98]
  - Marian Piotrowicz – polski działacz podziemia niepodległościowego w czasie II wojny światowej oraz powojenny działacz kombatancki[99]
  - Boniface Setlalekgosi – botswański duchowny katolicki, biskup[100]
  - Jacqueline Steiner – amerykańska piosenkarka folkowa, autorka tekstów i działaczka społeczna[101]
  - Jan Ścibiorek – polski kolarz[102]
  - Jaume Traserra Cunillera – hiszpański duchowny katolicki, biskup[103]
  - Vasillaq Zëri – albański piłkarz, reprezentant kraju[104]
- 24 stycznia
  - Elio Berhanyer – hiszpański projektant mody[105]
  - Pierre Delaunay – francuski działacz sportowy, sekretarz generalny UEFA (1955-1960)[106]
  - Göksel Gencer – turecki piłkarz[107]
  - Olga Hadžić – serbska matematyczka, b. rektor Uniwersytetu w Nowym Sadzie[108]
  - Jerard Hurwitz – amerykański biochemik[109]
  - Artur Krawczyk – polski multiinstrumentalista[110]
  - Altino Pinto de Magalhães – portugalski wojskowy, wiceminister obrony, szef rządu Azorów[111]
  - Antonio Marchesano – urugwajski polityk, przewodniczący Izby Deputowanych[112]
  - Kiço Mustaqi – albański wojskowy, polityk, minister obrony[113]
  - Fernando Sebastián Aguilar – hiszpański duchowny katolicki, kardynał[114]
- 23 stycznia
  - Diana Athill(inne języki) – brytyjska pisarka[115]
  - Liudmiła Bynowa – rosyjska aktorka[116]
  - Ayşen Gruda – turecka aktorka[117]
  - Caio Junqueira – brazylijski aktor[118]
  - Lucjan Krogulec – polski działacz podziemia niepodległościowego w czasie II wojny światowej, kawaler orderów[119]
  - Fatime Llugiqi – kosowska aktorka[120]
  - Rigoberto López – kubański reżyser filmowy[121]
  - Jonas Mekas – litewski poeta, reżyser i scenarzysta filmowy[122]
  - Oliver Mtukudzi – zimbabweński piosenkarz[123][124]
  - Norman Orentreich – amerykański dermatolog[125]
  - Ryszard Peryt – polski reżyser, aktor, profesor sztuk teatralnych, twórca inscenizacji oper[126]
  - Wołodymyr Sitkin – radziecki i ukraiński lekkoatleta, skoczek wzwyż[127]
  - Leszek Szczepański – polski specjalista chorób wewnętrznych i reumatologii, prof. dr hab. n. med.[128][129][130]
  - Erik Olin Wright – amerykański socjolog[131]
- 22 stycznia
  - Koos Andriessen – holenderski ekonomista, polityk, minister gospodarki[132]
  - James Frawley – amerykański aktor i reżyser[133]
  - Roman Kołakowski – polski kompozytor, poeta, piosenkarz, tłumacz[134]
  - Štefan Kordiak – słowacki hokeista[135]
  - Bogdan Mielnik – polski fizyk, prof. dr hab[136][137][138]
  - Walerij Nikonow – rosyjski operator filmowy[139]
  - Kirił Petkow – bułgarski zapaśnik, medalista olimpijski[140]
  - Władysław Rożeń – polski hokeista[141]
  - Dina Rutić – serbska aktorka[142]
  - John Mortimer Smith – amerykański duchowny rzymskokatolicki, biskup[143]
- 21 stycznia
  - Russell Baker(inne języki) – amerykański pisarz, laureat Nagrody Pulitzera[144]
  - Kaye Ballard – amerykańska aktorka[145]
  - Steve Bean – amerykański aktor i komik[146]
  - Raghbir Singh Bhola – indyjski hokeista na trawie[147]
  - Edwin Birdsong – amerykański muzyk jazzowy[148]
  - Mauro Cichero – wenezuelski piłkarz, pochodzenia włoskiego[149]
  - Petras Cidzikas – litewski dysydent[150]
  - Padraic Fiacc – irlandzki poeta[151]
  - Göran Högberg – szwedzki lekkoatleta, długodystansowiec[152]
  - Paweł Kędzierski – polski reżyser filmowy[153]
  - Zygmunt Koziara – polski działacz sportowy, prezes Stal Gorzów Wielkopolski w latach 1974–1975[154]
  - Marie Kyselková – czeska aktorka[155]
  - Andrzej Liss – polski poseł na Sejm RP[156]
  - Ismail Mačev – jugosłowiański lekkoatleta, pochodzenia macedońskiego, biegacz[157]
  - Pedro Manfredini – argentyński piłkarz[158]
  - Henryk Orleański – francuski arystokrata, hrabia Paryża, książę Francji[159]
  - Franciszek Piecuch – polski wykładowca akademicki, pułkownik WP w stanie spoczynku, kawaler orderów[160]
  - Krzysztof Sacha – polski informatyk, profesor Politechniki Warszawskiej[161]
  - Emiliano Sala – argentyński piłkarz[162]
  - Shivakumara Swami – hinduski filantrop, przywódca duchowy i działacz humanitarny, superstulatek[163]
  - Harris Wofford – amerykański polityk[164]
- 20 stycznia
  - Živko Arsić – serbski piłkarz[165]
  - Eulogiusz – włoski duchowny prawosławny, pochodzenia niemieckiego, arcybiskup[166]
  - Roman Kudlik – ukraiński poeta[167]
  - Dumisani Kumalo – południowoafrykański polityk i dyplomata[168]
  - Andrzej Małecki – polski chemik, prof. dr hab[169][170][171][172].
  - Walentina Najdakowa – rosyjska aktorka i historyk teatru[173]
  - Nikołaj Nawros – rosyjski malarz[174]
  - Masazō Nonaka – japoński superstulatek, najstarszy mężczyzna na świecie[175]
  - François Perrot – francuski aktor[176]
  - Stanley Podzieliński – amerykański działacz polonijny, Honorowy Obywatel Miasta Płocka[177][178]
  - Lolo Rico(inne języki) – hiszpańska pisarka i dziennikarka[179]
  - Józef Sławiński – polski działacz podziemia niepodległościowego w czasie II wojny światowej oraz powojennego podziemia antykomunistycznego[180]
  - Andrew Vajna – węgierski producent filmowy[181]
  - Jan Olgierd Dzięgielewski – polski chemik, prof. dr. hab[182]
- 19 stycznia
  - Mario Bertoncini – włoski kompozytor i pianista[183]
  - Władimir Drużko – ukraiński malarz[184]
  - Gert Frank – duński kolarz torowy i szosowy[185]
  - Nathan Glazer – amerykański socjolog[186]
  - Harald Halgardt – niemiecki aktor[187]
  - Zygmunt Leśniowski – polski oficer, pułkownik WP w stanie spoczynku, kawaler orderów[188]
  - Konstanty Markiewicz – polski specjalista chorób wewnętrznych, prof. zw. dr hab[189][190].
  - Ted McKenna – szkocki perkusista[191]
  - May Menassa(inne języki) – libańska pisarka i dziennikarka[192]
  - Tony Mendez – amerykański oficer CIA i publicysta[193]
  - Muriel Pavlow – brytyjska aktorka[194]
  - Ladislav Slíva(inne języki) – czeski poeta, tłumacz, dyrektor, kierownik literacki i krytyk teatralny[195]
  - George Sullivan – kanadyjski hokeista[196]
- 18 stycznia
  - Gulab Chandio – pakistański aktor[197]
  - John Coughlin – amerykański łyżwiarz[198]
  - Cees Haast – holenderski kolarz[199]
  - Sylvia Kay – angielska aktorka[200]
  - Janusz Kozioł – polski lektor filmowy i spiker radiowy[201]
  - Kozma Lara – albański kompozytor[202]
  - Marian Lewandowski – polski duchowny katolicki, muzealnik i historyk sztuki[203]
  - Marciano – brazylijski piosenkarz[204]
  - Jermaine Marshall – amerykański koszykarz[205]
  - Paweł Oberc – polski geofizyk, dr hab.[206][207]
  - Zygmunt Pryszmont – polska lekarz, Honorowy Obywatel Miasta Legionowo[208][209]
  - Pulat Saidkasymow – uzbecki aktor[210]
  - Alojzy Sitek – polski duchowny katolicki, Honorowy Obywatel Miasta Opole[211][212]
  - Tadeusz Szetela – polski duchowny katolicki, prałat, Honorowy Obywatel Miasta Krosna[213]
  - Teresa Teresiak – polska specjalistka chorób wewnętrznych, dr hab[214][215].
  - Iwan Wucow – bułgarski piłkarz i trener piłkarski[216]
- 17 stycznia
  - Vicente Álvarez Areces – hiszpański polityk, samorządowiec, alkad Gijón, prezydent Asturii[217]
  - Babiker Awadalla – sudański prawnik, sędzia, polityk, premier Sudanu w 1969 roku[218]
  - Windsor Davies – brytyjski aktor[219]
  - Gil Carlos Rodríguez Iglesias – hiszpański prawnik, sędzia i przewodniczący Trybunału Sprawiedliwości Unii Europejskiej[220]
  - Irena Linkiewicz – polska reportażystka radiowa, nauczycielka[221]
  - Mary Oliver – amerykańska poetka[222]
  - Garfield Owen – walijski rugbysta[223]
  - Sam Savage – amerykański powieściopisarz[224]
  - Wiesław Szelejewski – polski chemik[225]
  - Sabrina Vlaškalić – holenderska gitarzystka, pochodzenia serbskiego[226]
  - Reggie Young – amerykański gitarzysta[227][228]
- 16 stycznia
  - Borivoje Adašević(inne języki) – serbski pisarz[229]
  - Gerard Basset – francuski sommelier, kawaler orderów i hotelarz[230]
  - John C. Bogle – amerykański inwestor i magnat biznesowy[231]
  - Lorna Doom – amerykańska gitarzystka, basistka zespołu The Germs[232]
  - Alfred Kunz – kanadyjski kompozytor i dyrygent[233]
  - Jan Lempkowski – polski działacz kombatancki i publicysta[234]
  - Henryk Michalski – polski impresario muzyczny, kawaler orderów[235]
  - Zenon Mikołajczyk – polski działacz samorządowy[236]
  - Mirjam Pressler(inne języki) – niemiecka nowelistka i tłumaczka[237]
  - Eugeniusz Ryżewski – polski żeglarz[238][239]
  - Boris Sokołow – rosyjski operator filmowy i dokumentalista[240]
  - Ilgam Szakirow – rosyjski pieśniarz, pochodzenia tatarskiego[241]
  - Stanisław Świetliński – polski piłkarz ręczny[242]
  - Rita Vidaurri – amerykańska piosenkarka[243]
- 15 stycznia
  - Awraham Bendori – izraelski piłkarz[244]
  - Henryk Błażejczyk – polski aktor[245]
  - Carol Channing – amerykańska aktorka i piosenkarka[246]
  - Nikolaos Drosos – grecki duchowny prawosławny, biskup[247]
  - Stanisław Frankowski – polski dziennikarz[248]
  - Mónica Galán – argentyńska aktorka[249]
  - Alan Gaunt – angielski wokalista[250]
  - Antonin Kramerius – czeski piłkarz[251]
  - Rudolf Kučera – czeski dysydent, publicysta i pedagog[252]
  - John Francis Lane – brytyjski krytyk, dziennikarz i aktor[253]
  - Eduardo Martín Toval – hiszpański polityk, samorządowiec i prawnik[254]
  - Mario Monje Molina – boliwijski polityk, współzałożyciel i sekretarz generalny (1967–1970) Komunistycznej Partii Boliwii[255]
  - Pilar Quirosa-Cheyrouze(inne języki) – hiszpańska poetka i pisarka[256]
  - Miodrag Radovanović – serbski aktor[257]
  - Thelma Tixou – meksykańska aktorka pochodzenia argentyńskiego[258]
- 14 stycznia
  - Paweł Adamowicz – polski prawnik, samorządowiec i polityk, prezydent Gdańska w latach 1998–2019[259]
  - Gonzalo Ramiro del Castillo Crespo – boliwijski duchowny katolicki, biskup, karmelita bosy[260]
  - Francisco de Oliveira Dias – portugalski polityk[261]
  - Eli Grba – amerykański baseballista[262]
  - Del Henney – brytyjski aktor[263]
  - Maty Huitrón – meksykańska aktorka[264]
  - Jerzy Hyrjak – polski dziennikarz i publicysta[265][266]
  - Andrzej Latos – polski projektant w zakresie wzornictwa przemysłowego[267]
  - Francisco de Oliveira Dias – portugalski polityk i lekarz, przewodniczący Zgromadzenia Republiki (1981–1982)[268]
  - Lenin Rajendran – indyjski reżyser filmowy[269]
  - Gavin Smith – kanadyjski pokerzysta[270]
  - Mieczysław Tomaszewski – polski muzykolog, teoretyk, estetyk muzyki, kawaler Orderu Orła Białego[271][272]
  - Robby Tumewu – indonezyjski aktor[273]
  - Julio Vallejo Ruiloba – hiszpański psychiatra, autor i nauczyciel akademicki[274]
  - Duncan Welbourne – angielski piłkarz[275]
  - Wiesław Zdort – polski operator filmowy[276][277]
- 13 stycznia
  - Pierre Alard – francuski lekkoatleta, dyskobol[278]
  - Ryszard Badura – polski lekarz weterynarii, rektor Wyższej Szkoły Rolniczej i Akademii Rolniczej we Wrocławiu[279]
  - Roberto Reinaldo Cáceres González – argentyński duchowny katolicki, biskup[280]
  - Francine du Plessix Gray(inne języki) – amerykańska pisarka i krytyk literacki[281]
  - Ryszard Karski – polski polityk i dyplomata, minister handlu zagranicznego w okresie PRL[282]
  - Safia Khairi – pakistańska aktorka[283]
  - Eugeniusz Kuriata – polski specjalista w zakresie automatyki i robotyki, dr hab. inż[284][285][286]
  - Philemon Masinga – południowoafrykański piłkarz[287][288]
  - Willie Murphy – amerykański muzyk bluesowy[289]
  - Jewgienij Radomyslienski – rosyjski aktor i reżyser[290]
  - Mel Stottlemyre – amerykański baseballista i trener[291]
  - Bea Vianen(inne języki) – surinamska pisarka[292]
  - Kazimierz Zelek – polski biegacz narciarski, olimpijczyk ze Squaw Valley 1960[293]
  - Béla Zsitnik – węgierski wioślarz, medalista olimpijski[294]
- 12 stycznia
  - Christian Blouin – kanadyjski duchowny katolicki, biskup[295]
  - Jiří Brady – czeski przedsiębiorca, ocalony z Holocaustu[296]
  - Anthony Colaizzo – amerykański polityk[297]
  - Bonnie Guitar – amerykanka piosenkarka i bizneswoman[298]
  - Etsuko Ichihara – japońska aktorka[299]
  - Bob Kuechenberg – amerykański futbolista[300]
  - Maria Teresa Lizisowa – polska filolog, profesor Uniwersytetu Pedagogicznego im. Komisji Edukacji Narodowej w Krakowie[301]
  - Zofia Łazor – polska działaczka podziemia niepodległościowego w czasie II wojny światowej, uczestniczka powstania warszawskiego[302]
  - Jaime Rosenthal – honduraski polityk, wiceprezydent Hondurasu (1986–1989)[303]
  - Takeshi Umehara – japoński filozof[304]
- 11 stycznia
  - Noa Ain – amerykańska kompozytorka, librecistka i malarka[305]
  - Michael Atiyah – brytyjski matematyk[306]
  - Marek Cegieła – polski tłumacz[307]
  - Michel Dejouhannet – francuski kolarz[308]
  - Antoni Dilys – polsko-litewski duchowny katolicki, więzień sowieckich łagrów[309]
  - Humberto Duvauchelle – chilijski aktor i reżyser[310]
  - J.D. Gibbs – amerykański kierowca wyścigowy[311]
  - Lucyna Koczwara – polska lekkoatletka[312]
  - Fernando Luján – meksykański aktor[313]
  - Jeff Martin – brytyjski działacz żeglarski[314]
  - Jan Andrzej Osika – polski specjalista w zakresie metalurgii, dr hab. inż[315][316].
  - Dianne Oxberry – angielska prezenterka radiowa i telewizyjna[317]
  - Kishore Pradhan – indyjski aktor[318]
  - Dimitris Siufas – grecki polityk, przewodniczący Parlamentu Hellenów (2007–2009)[319]
  - Charles Soreng – indyjski duchowny rzymskokatolicki, biskup[320]
  - Rafael Arcadio Bernal Supelano – kolumbijski duchowny rzymskokatolicki, biskup, redemptorysta[321]
- 10 stycznia
  - Theo Adam – niemiecki śpiewak operowy[322][323]
  - Wieńczysław Oblizajek – polski samorządowiec, starosta kolski (1998–2018)[324][325]
  - Zdzisław Ostrowski – polski generał[326]
  - Pierre de Bané – kanadyjski polityk[327]
  - Karel Bican – czeski duchowny Czechosłowackiego Kościoła Husyckiego, biskup[328]
  - Agnieszka Bojanowska – polska montażystka filmowa[329]
  - Erminio Enzo Boso – włoski polityk i senator[330]
  - Gerd Jaeger – niemiecki malarz i rzeźbiarz[331]
  - Mikel Janku – albański piłkarz, reprezentant kraju[332]
  - Alfredo del Mazo González – meksykański polityk[333]
  - Christos Pierrakos – grecki oszczepnik[334]
  - Juan Francisco Reyes – gwatemalski polityk, wiceprezydent Gwatemali (2000–2004)[335]
- 9 stycznia
  - Fernando Aiuti – włoski immunolog i polityk[336]
  - Verna Bloom – amerykańska aktorka[337]
  - Francesco Dal Bosco – włoski reżyser i producent filmowy[338]
  - Julià Conxita(inne języki) – katalońska poetka[339]
  - Joseph Lawson Howze – amerykański duchowny katolicki, biskup[340]
  - Franciszek Jakowczyk – polski żołnierz powojennego podziemia antykomunistycznego[341]
  - Joseph Jarman – amerykański muzyk jazzowy, kompozytor i buddyjski mnich Jōdo-shinshū[342]
  - Ludwik Kuropatwa – polski oficer ludowego Wojska Polskiego[343]
  - Anatolij Łukjanow – rosyjski polityk, przewodniczący Rady Najwyższej ZSRR (1990–1991)[344]
  - Stefanos Miltsakakis – amerykański aktor, pochodzenia greckiego[345]
  - Jakob Palij – polski, radziecki i amerykański kreślarz narodowości ukraińskiej, zbrodniarz wojenny, strażnik obozu szkoleniowego SS w Trawnikach[346][347]
  - Milan Pančevski – jugosłowiański polityk, pochodzenia macedońskiego, ostatni przewodniczący Związku Komunistów Jugosławii[348]
  - Paolo Paolini – włoski aktor[349]
  - Józef Potęga – polski dziennikarz[350]
- 8 stycznia
  - Pierre Barillet – francuski aktor i pisarz[351]
  - José Belvino do Nascimento – brazylijski duchowny katolicki, biskup[352]
  - Bogdan Bereza-Jarociński – polski tester, publicysta[353][354]
  - Antal Bolvári – węgierski piłkarz wodny[355]
  - Armando Bortolaso – włoski duchowny katolicki, biskup[356]
  - Wojciech Charkin – polski dziennikarz i wykładowca akademicki, działacz opozycji demokratycznej w okresie PRL[357]
  - Khosro Harandi – irański szachista[358]
  - Tadeusz Krauze – polski matematyk i socjolog, prof. dr[359][360]
  - Patricia Lousada – amerykańska tancerka baletowa[361]
  - Zbigniew Morawski – polski dziennikarz[362]
  - Georg Zur – niemiecki duchowny katolicki, biskup[363]
- 7 stycznia
  - Mosze Arens – izraelski polityk i inżynier, minister spraw zagranicznych i obrony[364][365]
  - Bolesław Bolanowski – polski specjalista w dziedzinie aparatów elektrycznych, profesor Politechniki Łódzkiej[366]
  - Romuald Dylewski – polski architekt i urbanista[367]
  - Laurie Gilfedder – angielski rugbysta[368]
  - Vytautas Einoris – litewski agronom, ekonomista, dyplomata, polityk, minister rolnictwa[369]
  - John Joubert – brytyjski kompozytor muzyki klasycznej[370][371]
  - Aline Kiner(inne języki) – francuska pisarka i dziennikarka[372]
  - Clydie King – amerykańska wokalistka[373][374]
  - Wanda Midura – polska chemiczka, dr hab[375][376].
  - Jocelyne Saab – libańska reżyserka filmowa i dziennikarka[377]
  - Babs Simpson – amerykańska dziennikarka, redaktorka naczelna Vogue (1947–1972)[378]
  - Bernard Tchoullouyan – francuski judoka[379]
- 6 stycznia
  - Jo Andres – amerykańska filmowiec, choreograf i artysta[380]
  - Annalise Braakensiek – australijska modelka, aktorka i prezenterka telewizyjna[381]
  - Józef Broda – polski historyk leśnictwa, prof. zw. dr[382][383]
  - Emiliano Fabbricatore – włoski duchowny katolicki, biskup[384]
  - José Ramón Fernández – kubański polityk i generał, minister, szef Komitetu Olimpijskiego, wiceprezydent Rady Ministrów[385]
  - Alfred Kaczmarek – polski polityk, prezydent Kalisza w latach 1975–1979[386][387]
  - Iwan Laskin – bułgarski aktor[388]
  - Leszek Majewski – polski polityk, wicewojewoda płocki w okresie PRL[389]
  - Gregg Rudloff – amerykański inżynier dźwięku, trzykrotny laureat Oscara[390]
  - William Morgan Sheppard – brytyjski aktor[391]
  - Zbigniew Wąsowski – polski konstruktor i publicysta[392]
  - Bea Vianen – surinamska pisarka[393]
  - Alfred Żądło – polski działacz partyjny i państwowy, przewodniczący Prezydium MRN w Rzeszowie (1963–1971)[394]
- 5 stycznia
  - Sergio Otoniel Contreras Navia – chilijski duchowny katolicki, biskup[395]
  - Jan Franciszek Czempas – polski ekonomista[396]
  - Mungau Dain – vanuacki aktor[397]
  - Eric Haydock – brytyjski muzyk, basista The Hollies[398]
  - Stefan Jackowski – polski specjalista w zakresie telekomunikacji, prof. dr hab. inż[399][400][401].
  - Gerhard Kaske – niemiecki działacz na rzecz zbliżenia i partnerstwa niemiecko-polskiego[402]
  - Aleksander Łukaszewicz – polski ekonomista, prof. zw. dr hab[403][404][405][406].
  - Stanisław Patkowski – polski oficer, pułkownik WP, dowódca Centralnego Ośrodka Analizy Skażeń w latach 1968–1987[407][408]
  - Joachim Raczek – polski trener lekkoatletyki, wykładowca akademicki, dr hab., rektor Państwowej Wyższej Szkoły Zawodowej w Raciborzu[409]
  - Dragoslav Šekularac – serbski piłkarz[410][411][412]
  - Gustaw Tyro – polski specjalista w zakresie budowy i eksploatacji maszyn, prof. dr hab[413][414].
- 4 stycznia
  - Milan Balabán – czeski teolog ewangelicki, sygnatariusz Karty 77[415]
  - Iwan Bortnik – rosyjski aktor[416]
  - Harold Brown – amerykański fizyk, polityk, sekretarz obrony (1977–1981)[417]
  - John Burningham(inne języki) – angielski autor i ilustrator książek dla dzieci[418]
  - Harold Demsetz – amerykański ekonomista i specjalista zarządzania powiązany ze szkołą chicagowską, prezes Stowarzyszenia Mont Pelerin[419]
  - Jerzy Hołdanowicz – polski samorządowiec, burmistrz Trzebnicy w latach 1998–2006[420]
  - Eugeniu Iordăchescu – rumuński inżynier[421][422]
  - Jerzy Jaruzelski – polski historyk i dziennikarz[423]
  - Hakmeen Khan – pakistański polityk[424]
  - Wiktor Razumowski – rosyjski piłkarz i trener[425]
  - John Thornett – australijski rugbysta[426]
- 3 stycznia
  - Joe Casely-Hayford – brytyjski projektant mody[427]
  - John Falsey – amerykański pisarz[428]
  - Zefiryn Jędrzyński – polski dziennikarz i publicysta[429]
  - Herbert Kelleher – amerykański przedsiębiorca[430]
  - Leszek Lackorzyński – polski prawnik, senator III kadencji[431]
  - Dibyendu Palit(inne języki) – indyjski pisarz[432]
  - Paul Steven Ripley – amerykański producent, autor piosenek, inżynier dźwięku i gitarzysta[433]
  - Christine de Rivoyre(inne języki) – francuska dziennikarka i pisarka, odznaczona Legią Honorową oraz Orderem Sztuki i Literatury[434]
  - José Vida Soria – hiszpański prawnik, pisarz i polityk[435]
  - Sławomir Szof – polski dziennikarz[436]
  - Jacek Szpotański – polski inżynier elektryk, ekonomista[437]
  - Michael Yeung Ming-cheung – chiński duchowny katolicki, biskup[438]
- 2 stycznia
  - Paulien van Deutekom – holenderska łyżwiarka szybka[439]
  - Daryl Dragon – amerykański muzyk i autor piosenek[440]
  - Bob Einstein – amerykański aktor[441]
  - Czesława Górska – polska farmaceutka, dr hab., profesor Politechniki Radomskiej[442]
  - Ivo Gregurević – chorwacki aktor[443]
  - Salvador Martínez Pérez – meksykański duchowny katolicki, biskup[444]
  - Marko Nikolić – serbski aktor[445]
  - Gene Okerlund – amerykański konferansjer i osoba przeprowadzająca wywiady, związany z wrestlingiem[446]
  - Darius Perkins – australijski aktor[447]
  - Jerzy Turonek – polski historyk[448]
- 1 stycznia
  - Ludwig Adamec – amerykański historyk, pochodzenia austriackiego[449]
  - Dagfinn Bakke – norweski artysta[450]
  - Waldemar Bartelik – polski działacz sportowy[451]
  - Shane Bisnett – amerykański gitarzysta basowy, członek zespołu Ice Nine Kills[452]
  - Ed Corney – amerykański kulturysta zawodowy[453]
  - Iwan Dimitrow – bułgarski piłkarz[454]
  - Feis – holenderski raper[455]
  - Joan Guinjoan – hiszpański kompozytor i pianista[456]
  - Kris Kelmi – rosyjski piosenkarz[457]
  - Andrzej Malarewicz – polski ginekolog, prof. zw. dr hab. n. med[458].
  - Paul Neville – australijski polityk[459]
  - Raymond Ramazani Baya – kongijski polityk, dyplomata[460]
  - Stephen Twinoburyo – ugandyjski matematyk[461]
  - María Teresa Uribe – kolumbijska socjolog[462]
  - Pegi Young – amerykańska piosenkarka, autorka piosenek[463]
  - Ruben Zackhras – marszalski polityk, parlamentarzysta i minister, p.o. prezydenta Wysp Marshalla (2009)[464]

data dzienna nieznana
- Bronisława Bednarek – polska twórczyni ludowa, laureatka Nagrody im. Oskara Kolberga[465]
- Walter Chandoha – amerykański fotograf[466][467]
- Saulius Karosas – litewski przedsiębiorca[468]
- Ignacy Kosiński – polski działacz partyjny i państwowy, przewodniczący Prezydium MRN i naczelnik Łomży (do 1975)[469]
- Henryk Schönker – polsko-żydowski świadek holocaustu, autor wspomnień z czasów II wojny światowej[470]
- Adam Śliwa – polski nauczyciel i regionalista[471][472]
- Brandon Truaxe – kanadyjski przedsiębiorca[473]